# 天主教广州总教区
天主教廣州總教區（拉丁語：Archidioecesis Cantonensis；中國官方稱為：廣州教區）是天主教在中國廣東省廣州設立的一個總教區，屬於廣東教省。

## 概況
1946年4月11日，聖座在中國設立聖統制，廣州宗座代牧區升格為廣州總教區，屬於廣東教省。廣東教省屬下有五個教區，分別是汕頭教區、韶州教區、北海教區、江門教區和嘉應教區。香港教區原同屬廣東教省，後因冷戰改直屬聖座。
1949年，廣州總教區信徒人數為20,346人、61位司鐸和94位修女。教座位於石室耶穌聖心主教座堂。現任總教區主教為甘俊邱。

## 歷史

### 初期拓展
1552年8月底，方濟·沙勿略神父到印度和日本傳教後，在中國廣東臺山海岸的上川島上計畫準備偷渡入境。但是，答應幫助他偷渡的中國商人反悔，遲遲不來。1552年12月3日晨，沙勿略因瘧疾病逝於島上，年僅46歲。1622年3月12日，聖方濟·沙勿略獲時任教宗額我略十五世封聖。1639年，澳門教區在上川島立一塊中葡文石碑，並建有小教堂紀念聖人。
1687年，聖座從福建宗座代牧區劃出兩廣及雲南設立兩廣雲南宗座代牧區，由道明會會士萬濟國出任首任宗座代牧。但是，萬濟國在收至任命書之前已去世。其後，兩廣教務由葡屬澳門教區負責。
1848年5月10日，聖座從葡屬澳門教區劃出廣東、廣西兩省教務由巴黎外方傳教會負責，並成立粵桂宗座代牧區。巴黎外方傳教會駐香港辦事處李莫瓦神父出任首任宗座代牧。但是，由於葡萄牙的抵制，直到1858年澳門教區才正式將兩廣教務移交巴黎外方傳教會接管，由明稽章主教出任粵桂座代牧區座代牧。

#### 廣西西林教案

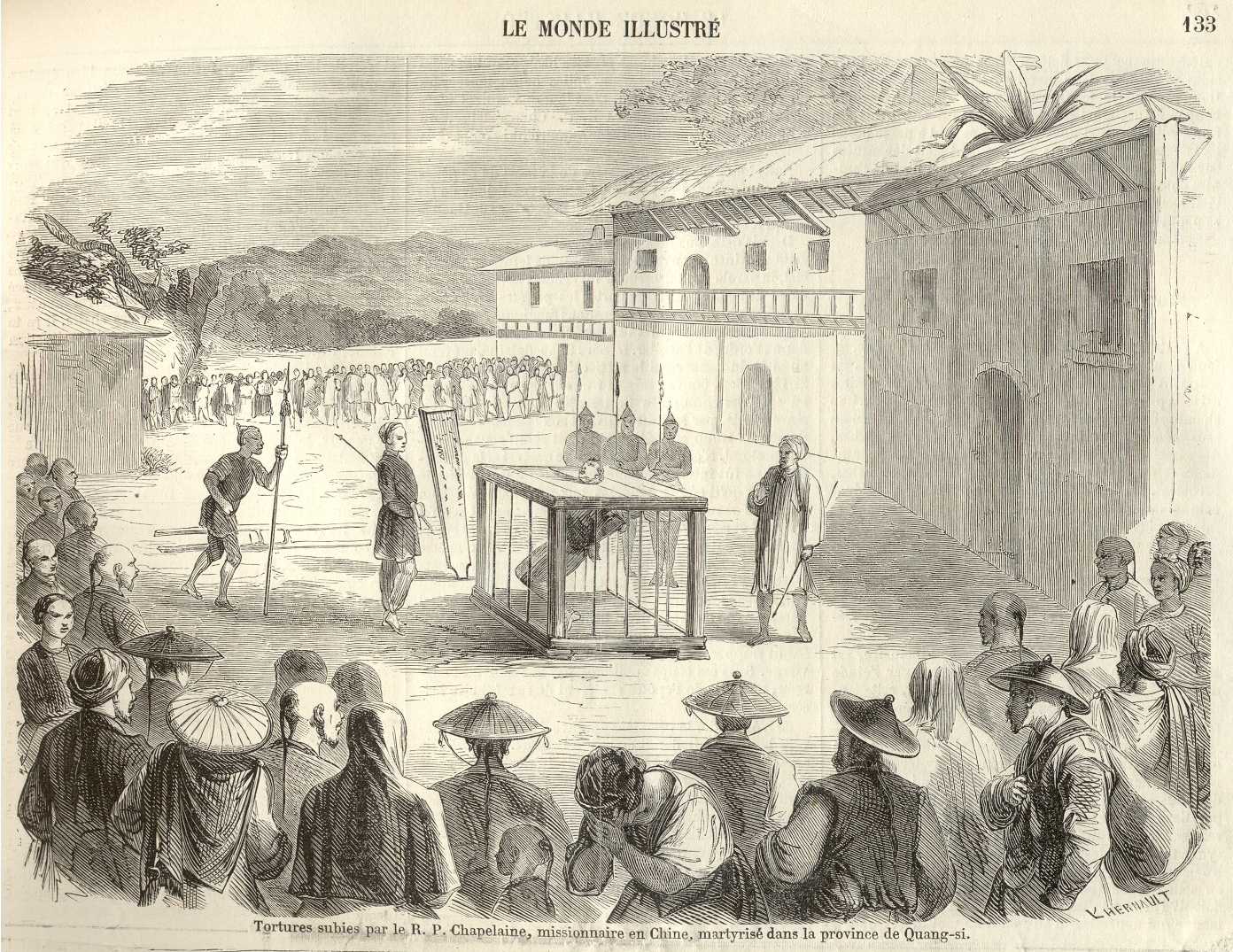
聖馬賴神父受刑圖

1856年2月29日，廣西知縣張鳴鳳以越界傳教為由，殺害馬賴神父及26位信徒，繼而引發英法聯軍之役。1858年，清朝與法英雙方正式簽訂了《天津條約》，廣西西林教案始告落幕。事後，馬賴神父等人獲教宗冊封為聖人。

### 廣東代牧區時期
1875年8月6日聖座頒發通諭，宣佈將粵桂宗座代牧區一分為二，分別成立廣東宗座代牧區及廣西宗座監牧區，明稽章主教留任成為首任廣東宗座代牧。1914年4月6日，聖座將廣東宗座代牧區以教座所在地方更名為廣州宗座代牧區，同時從廣州宗座代牧區劃出廣東省西部潮州、汕頭和汕尾地區設立潮州宗座代牧區。
1920年4月9日，聖座又從廣州宗座代牧區劃出廣東省北部地區設立韶州宗座代牧區。同年8月1日，廣州宗座代牧區再劃出廣東省西部地區設立粵西海南宗座代牧區。1929年4月15日，劃出海南島設立海南自治傳教區。1931年3月26日，楊福爵獲晉牧成為輔理宗座代牧，可惜他於1938年2月23日去世。
抗日戰爭期間, 1938年10月日軍佔領廣州，魏暢茂主教繼續保持宗座代牧區正常運作，並負責維持教會醫院和所有慈善機構的運作，總數超過8,000人。戰後國民政府授予魏暢茂主教金色勳章及廣州授予他名譽市民的頭銜。

### 廣州總教區時期
1946年4月11日，聖座在中國設立聖統制，廣州宗座代牧區升格為廣州總教區，屬於廣東教省，魏暢茂出任為廣州總教區首任總主教。但是於1947年12月11日魏暢茂總主教獲批准榮休，並由北海教區主教祝福出任教區署理。
1949年10月1日，中國共產黨在中國大陸地區建立中華人民共和國，並開始針對天主教進行宗教迫害及打壓，教會已經無法正常功能。1950年祝福主教被捕，及後與其他外籍傳教士被驅逐出境。1952年中梵斷交與英屬香港和中國政府先後封鎖邊界，香港教區與廣州總教區聯繫徹底中斷，原屬廣東教省的香港教區改直屬聖座。1958年，中國天主教愛國會擅自更改原屬香港教區的寶安、惠陽、海豐等地的教務并自行設立惠陽教區。
1951年2月13日，鄧以明獲晉牧及擔任廣州總教區署理。1958年2月5日，鄧主教因「反革命罪」被捕，在監獄中關押22年。1966年至1979年的文化大革命期間，總教區所有宗教活動停止。石室耶穌聖心主教座堂受到嚴重破壞，其後更被強佔成為倉庫和垃圾處理場。1980年代初，廣州總教區續步恢復運作。1980年，由中國政府控制的中國天主教友愛國會擅自任命剛獲釋的鄧主教為廣州總教區正權主教。
同年11月5日，鄧以明主教前往香港治病後到羅馬述職，並於1981年6月6日獲得當時的教宗若望保祿二世任命為廣州總教區正權總主教。中國天主教愛國會抨擊教宗的任命，並將擅自成立的惠陽教區併入廣州總教區，原惠陽教區非法主教葉蔭芸擅自出任廣州總教區主教。1990年5月6日，愛國會自選自聖林秉良為廣州總教區主教。1994年，愛國會又擅自將廣州總教區的汕尾市劃歸汕頭教區，河源市劃歸嘉應教區。
1995年6月27日，鄧以明總主教在美國康涅狄克州去世，總教區處於教座出缺狀態。2006年10月，甘俊邱獲選為主教候選人，次年1月獲教宗認可。同年12月4日，晉牧就任為廣州總教區正權主教。

## 教堂
以下是廣州總教區著名的教堂。
- 石室耶穌聖心主教座堂

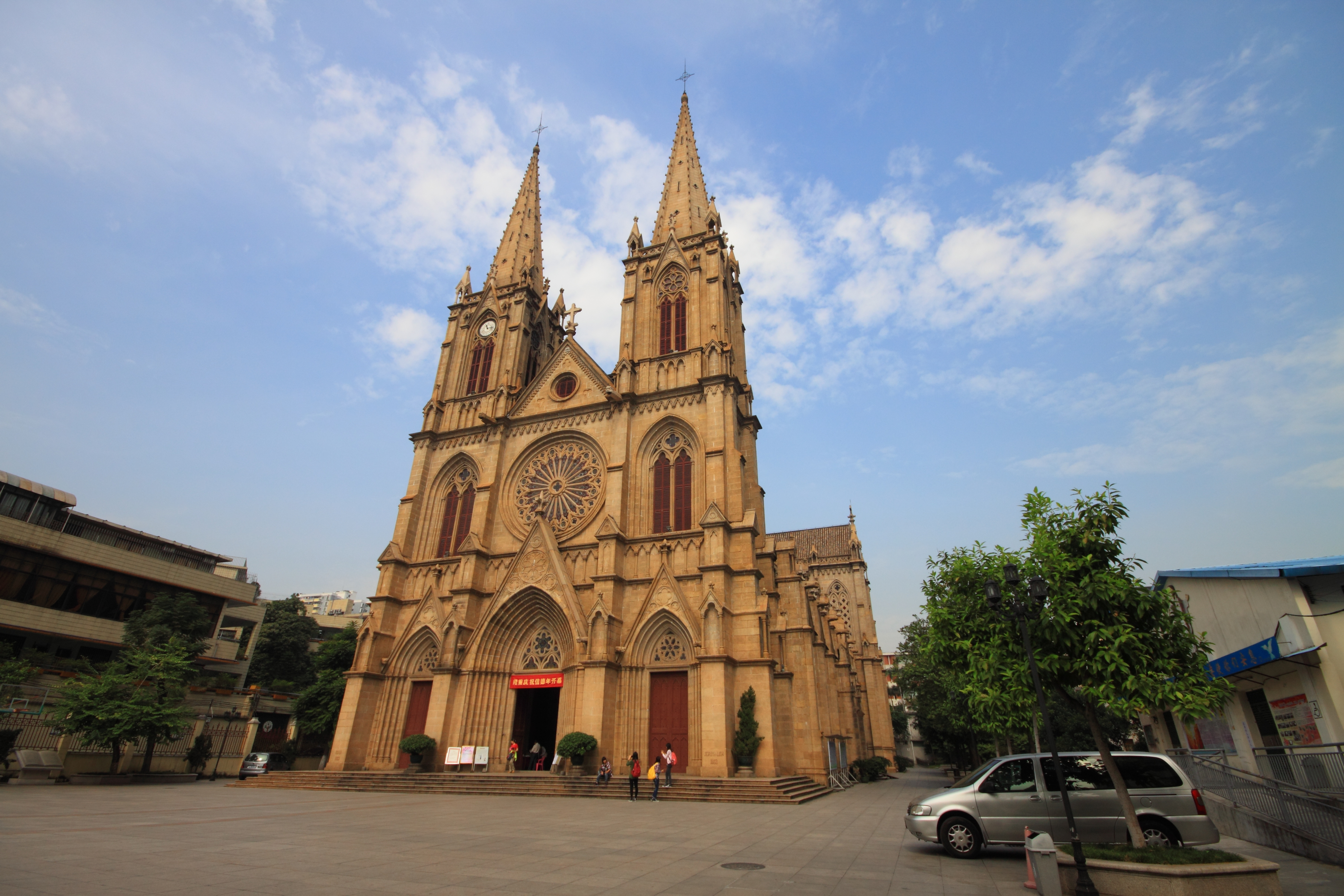
石室耶穌聖心主教座堂

主教座堂坐落於廣州越秀區人民街道一德路，屬哥德復興式建築。主教座堂建於1863年，其間經歷兩次鴉片戰爭而被迫中斷興建。歷時25年後於1888年落成。由於主教座堂全部牆壁和柱子都是用花崗岩石砌造，稱為石室主教座堂。主教座堂曾在第二次世界大戰、國共內戰和文化大革命遭受破壞。1996年被列為第四批全國重點文物保護單位。
- 沙面露德聖母堂

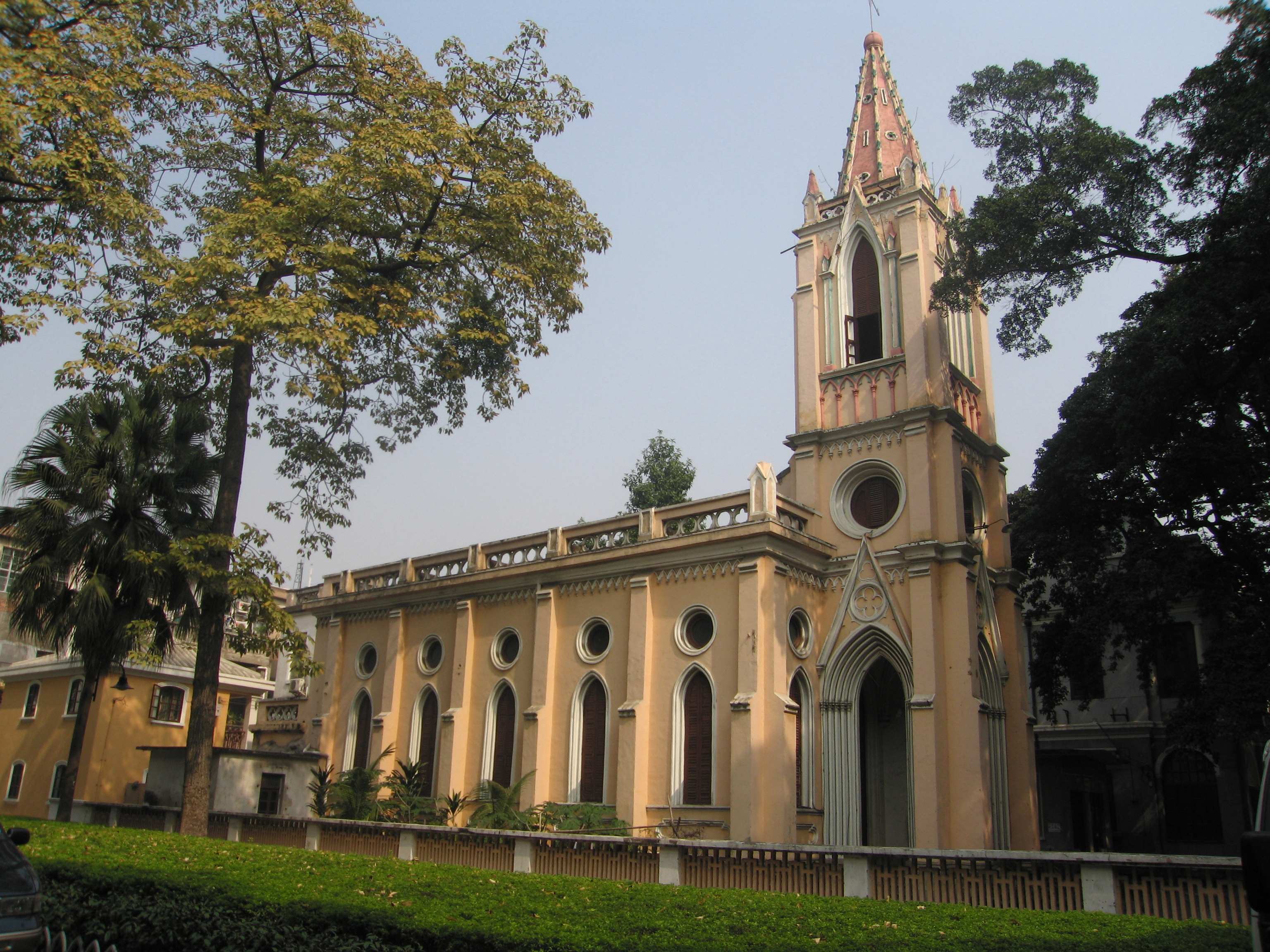
沙面露德聖母堂

教堂坐落於廣州荔灣區沙面街道沙面島。建於1889年的廣州法租界內，主要為法國領事館的職員和在穗法國僑民服務。文化大革命期間，宗教活動被迫中止，1982年12月8日教堂經維修後重開，2010年亞運會前夕按原狀修葺。1996年被列為第四批全國重點文物保護單位。
- 寶崗聖家堂

该教堂又称“河南宝岗圣家堂”（“河南”即珠江对岸，指海珠），坐落於廣州海珠區海幢街道同福中路寶玉直街。教堂建於1938年，文革期間被破壞及被佔用作寶崗街服裝廠。1984年教堂獲歸還總教區，經過2年維修後，於1986年12月7日恢復宗教活動。2018年曾誤被施工隊推倒。
- 東山聖方濟各堂

教堂坐落於廣州越秀區東山街道山河後街。建於1910年，文革期間被破壞及佔用。2006年教堂獲歸還總教區，重修後于2012年恢復宗教活動。

## 歷任主教

### 兩廣及雲南宗座代牧
- 萬濟國神父 , O.P.（1687年1月31日-1687年）：西班牙籍[5]

### 兩廣宗座代牧
- 李莫瓦神父, M.E.P.（1848年5月11日-1853年10月）：法國籍[6]
- 明稽章主教, M.E.P.（1853年11月16日-1875年8月6日）：法國籍[7]

### 廣東宗座代牧
- 明稽章主教, M.E.P.（1875年8月6日-1886年4月5日）：法國籍  
  - 助理宗座代牧邵斯主教, M.E.P.（1880年12月16日-1886年4月5日）：法國籍
- 邵斯主教, M.E.P.（1886年4月5日-1900年10月12日）：法國籍[8]
- 梅致遠主教, M.E.P.（1901年4月20日-1914年4月6日）：法國籍[9]

### 廣州宗座代牧

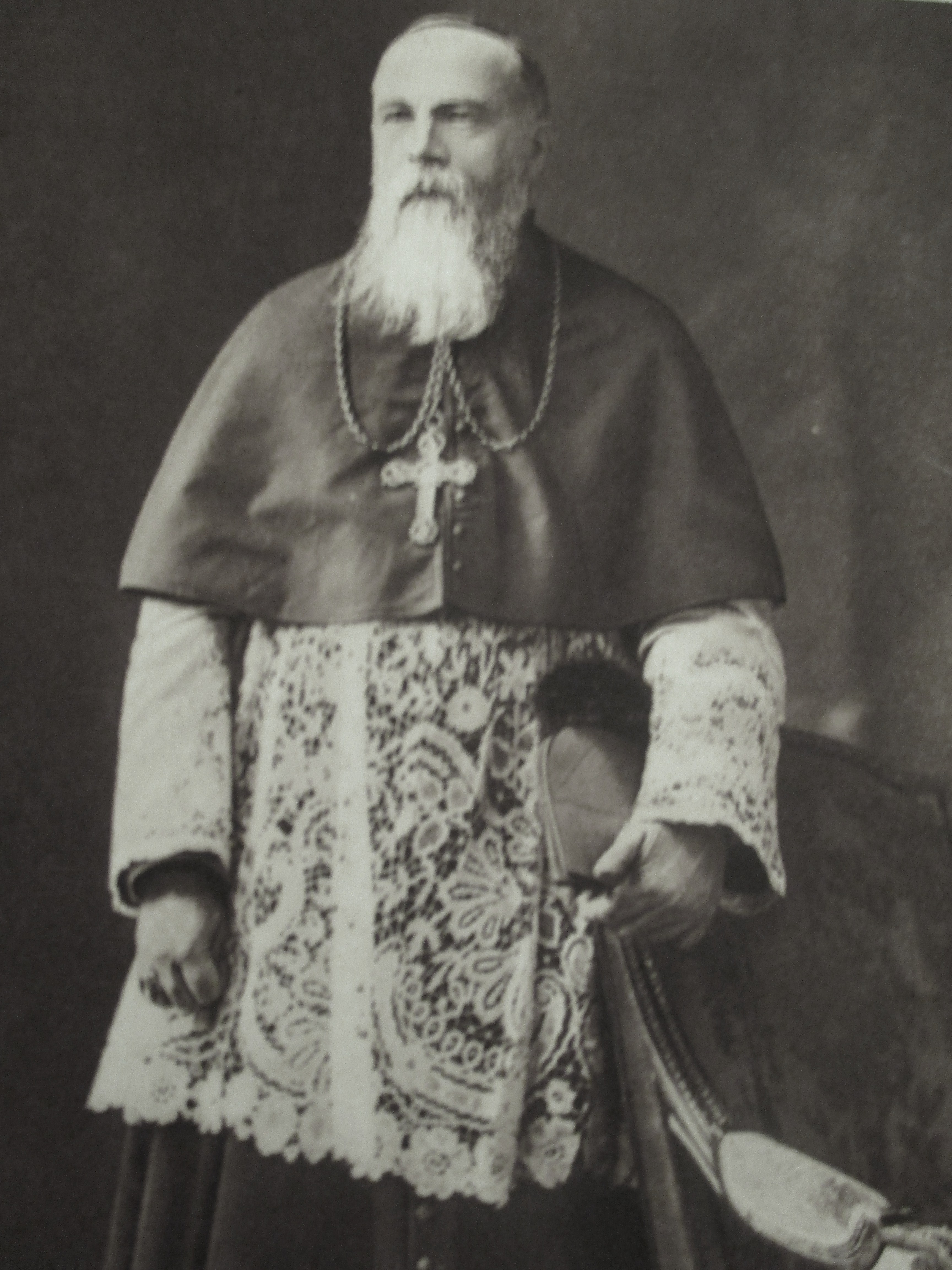
光若翰主教

- 梅致遠主教, M.E.P.（1914年4月6日-1914年8月6日）：法國籍
- 教座出缺（1914年-1916年）
  - 宗座署理實茂芳主教, M.E.P.（1915年3月11日-1917年2月12日）：法國籍
- 光若翰主教, M.E.P.（1916年4月28日-1921年3月21日）：法國籍[10]
- 魏暢茂主教, M.E.P.（1923年2月20日-1946年4月11日）：法國籍[11]
  - 輔理宗座代牧楊福爵主教（1931年3月26日-1938年2月23日）

### 廣州總主教
- 魏暢茂總主教, M.E.P.（1946年4月11日-1947年12月11日）：法國籍
- 教座出缺（1947年-1981年）
  - 教區署理祝福主教, M.E.P.（1948年-1951年）：法國籍
  - 宗座署理鄧以明主教, S.J.（1950年10月1日-1981年5月26日）
- 鄧以明總主教, S.J.（1981年5月26日-1995年6月27日）[12][13][14]
  - 葉蔭芸神父（1981年10月10日-1990年3月13日）：1962年自選自聖為惠陽教區主教，1981年愛國會擅自轉任廣州主教。[15][16]
  - 林秉良神父（1990年5月6日-2001年5月25日）：自選自聖，未獲聖座承認。[17][18]
- 教座出缺（1995年-2007年）
- 甘俊邱總主教（2007年12月4日-現任）[19][20][21][22]